# El Bobadal
El Bobadal is een plaats in het Argentijnse bestuurlijke gebied Jiménez in de provincie Santiago del Estero. De plaats telt 1.369 inwoners.